# 東京都道434号牛込小石川線

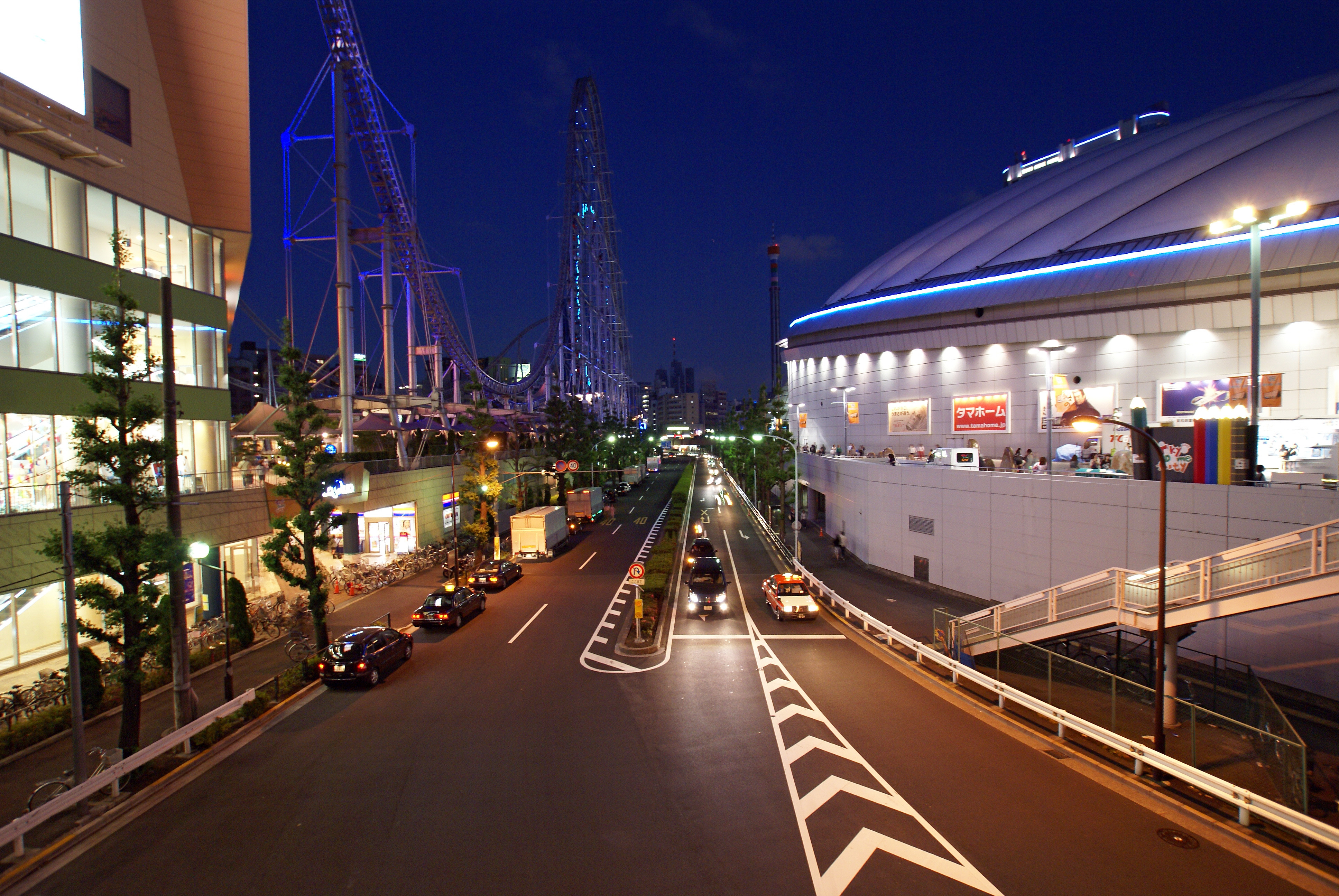
後楽園駅前交差点から東京都道434号牛込小石川線に沿って壱岐坂方向を望む。都道の南側（画面右）には東京ドーム、北側にはラクーアが位置する。

東京都道434号牛込小石川線（とうきょうとどう434ごう うしごめこいしかわせん）とは、東京都新宿区と文京区を結ぶ特例都道である。東京都市計画道路放射第25号線に所属している。

## 起点・終点
- 新隆慶橋西詰 - 東京都道8号千代田練馬田無線（目白通り）、東京都道25号飯田橋石神井新座線支線（放射25号線）
- 壱岐坂下交差点 - 東京都道301号白山祝田田町線（白山通り）

## 通過する自治体
- 東京都
  - 新宿区
  - 文京区

## 橋梁
- 白鳥橋（神田川）

## 沿線
- 小石川後楽園
- 後楽園駅（東京メトロ丸ノ内線・南北線）
- 春日駅（都営三田線・大江戸線）
- 東京ドーム
- 東京ドームシティ
- 文京区役所（シビックセンター）